# Lista siturilor arheologice din județul Gorj - H
Lista siturilor arheologice din județul Gorj - H conține toate siturile arheologice din județul Gorj înscrise în Repertoriul Arheologic Național (RAN) și aflate în localități al căror nume începe cu litera H. RAN este administrat de Ministerul Culturii și Patrimoniului Național și cuprinde date științifice, cartografice, topografice, imagini și planuri, precum și orice alte informații privitoare la zonele cu potențial arheologic, studiate sau nu, încă existente sau dispărute.
Puteți căuta un sit din localitățile care încep cu litera H folosind formularul de mai jos sau puteți naviga prin toate siturile din județ la Lista siturilor arheologice din județul Gorj.
| Cod RAN                               | Denumire | Localitate                 | Adresă | Datare        | Descoperit | Coordonate                                 | Imagine           | Erori            |
| ------------------------------------- | --- | -------------------------- | ------ | ------------- | ---------- | ------------------------------------------ | ----------------- | ---------------- |
| 81781.01.01 (Cod LMI: GJ-I-s-B-09134) | Așezarea romană de la Hăiești - "Jidovi" / ansamblu anonim (Categorie: locuire civilă) (Tip: Așezare civilă) | sat Hăiești, comuna Săcelu | Jidovi | sec. II - III | 1987       | 45°05′00″N 23°33′00″E / 45.08333°N 23.55°E | Încărcați imagine | Raportați eroare |